# Moeritherium
Moeritheriidae
Famille
Genre
Moeritherium (« l'animal du Lac Moéris ») est un genre fossile de proboscidiens qui ressemblaient aux tapirs actuels. Ce genre appartient à la famille des Moeritheriidae.

## Histoire évolutive
Ce mammifère vivant durant l'Éocène en Afrique du Nord se rattache au groupe des éléphants et des siréniens, avec lesquels il partage bon nombre de caractéristiques anatomiques, comme le nombre de vertèbres et l'absence de clavicule.

## Description
Moeritherium était plus petit que les éléphants modernes, avec seulement 70 cm au garrot et environ 3 m de long, et pesait environ 400 kg,. On pense qu'il vivait dans les marais et les fleuves, dans la niche écologique maintenant occupée par l'hippopotame. La forme de ses dents suggère qu'il se nourrissait de végétation tendre.
La forme du crâne laisse supposer que Moeritherium ne possédait pas de trompe semblable à celle de l'éléphant, mais il est possible qu'il ait déjà acquis une lèvre supérieure large et flexible, capable de saisir la végétation aquatique ou des berges. Les incisives formaient de petites défenses, plus proches des dents d'un hippopotame que de celles d'un éléphant actuel.

## Espèces
En 1901, Charles William Andrews a décrit l'espèce Moeritherium lyonsi à partir de restes fossiles découverts dans la formation Qasr-el-Sagha, près du Lac Moéris, dans le Fayoum, en Égypte. Puis en 1902 Moeritherium gracile à partir de restes fossiles d'un exemplaire plus petit, trouvé dans une formation fluvio-marine de la même région. En 1904, ce sont les premiers fossiles de Moeritherium trigodon qu'il a découverts dans les dépôts d'une oasis, toujours dans le Fayoum. On en a aussi trouvé dans d'autres sites en Afrique du Nord et de l'Ouest. En 1911, Max Schlosser a divisé Moeritherium lyonsi en deux espèces : Moeritherium lyonsi, la grande forme de la formation Qasr-el-Sagha, et Moeritherium andrewsi, appartenant à la formation fluvio-marine. En 2006, on a décrit Moeritherium chehbeurameuri à partir des fossiles trouvés dans un site du début de l'Éocène tardif, dans la localité de Bir el-Ater, en Algérie.

## Analyse
Plusieurs formes éléphantoïdes existaient déjà pendant l'Éocène et certaines, comme Palaeomastodon ferni, ressemblaient aux éléphants modernes. De ce fait, Moeritherium semble être une branche ayant évolué d'une façon tout à fait différente, vers des formes au tronc trapu et aux jambes courtes. C'est une branche de proboscidiens qui a disparu sans descendance, et qui a été supplantée dans sa niche écologique par les hippopotames.